# Eragrostis superba
Eragrostis superba är en gräsart som beskrevs av Johann Joseph Peyritsch. Eragrostis superba ingår i släktet kärleksgrässläktet, och familjen gräs. Inga underarter finns listade i Catalogue of Life.

## Bildgalleri

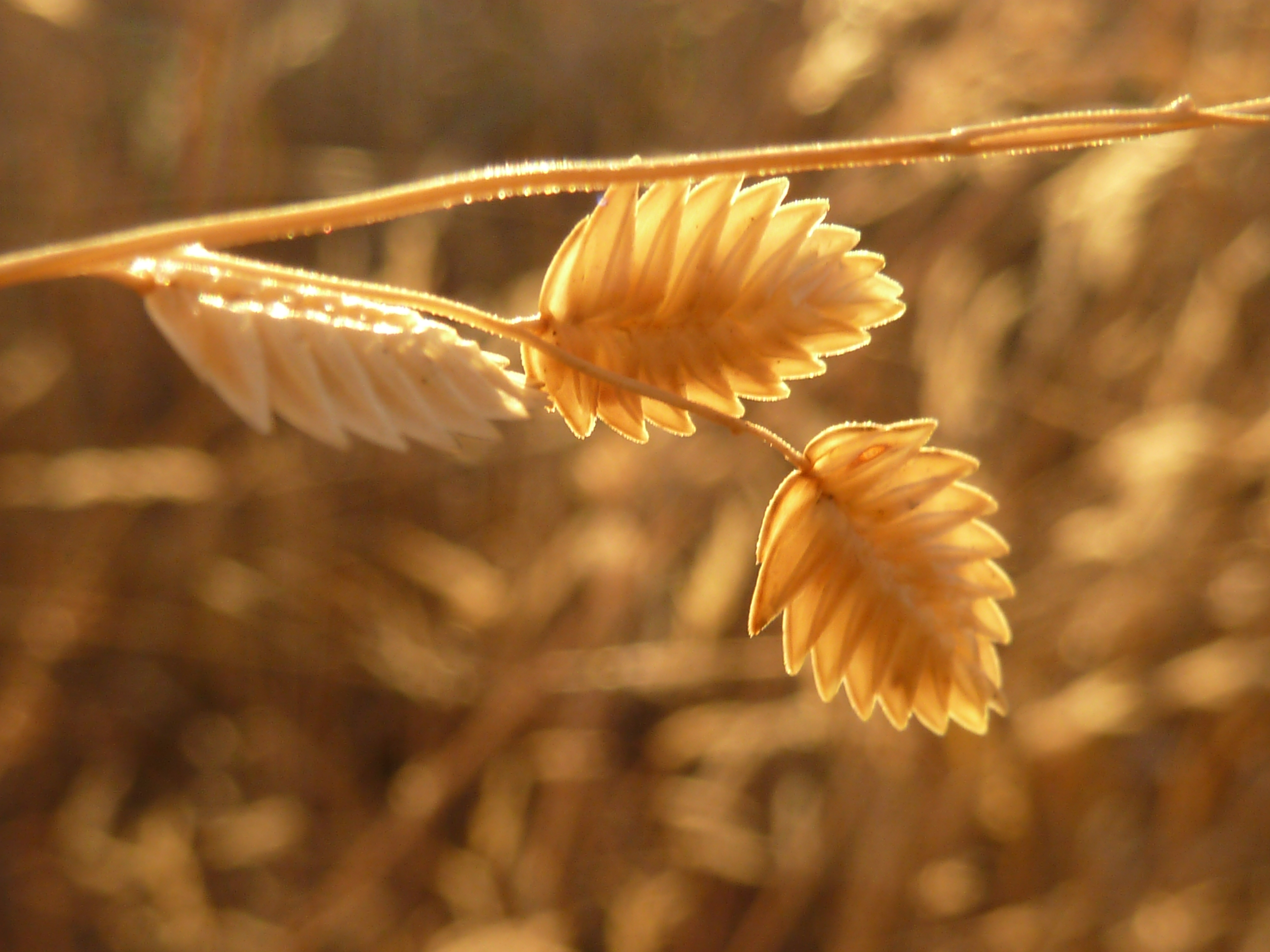
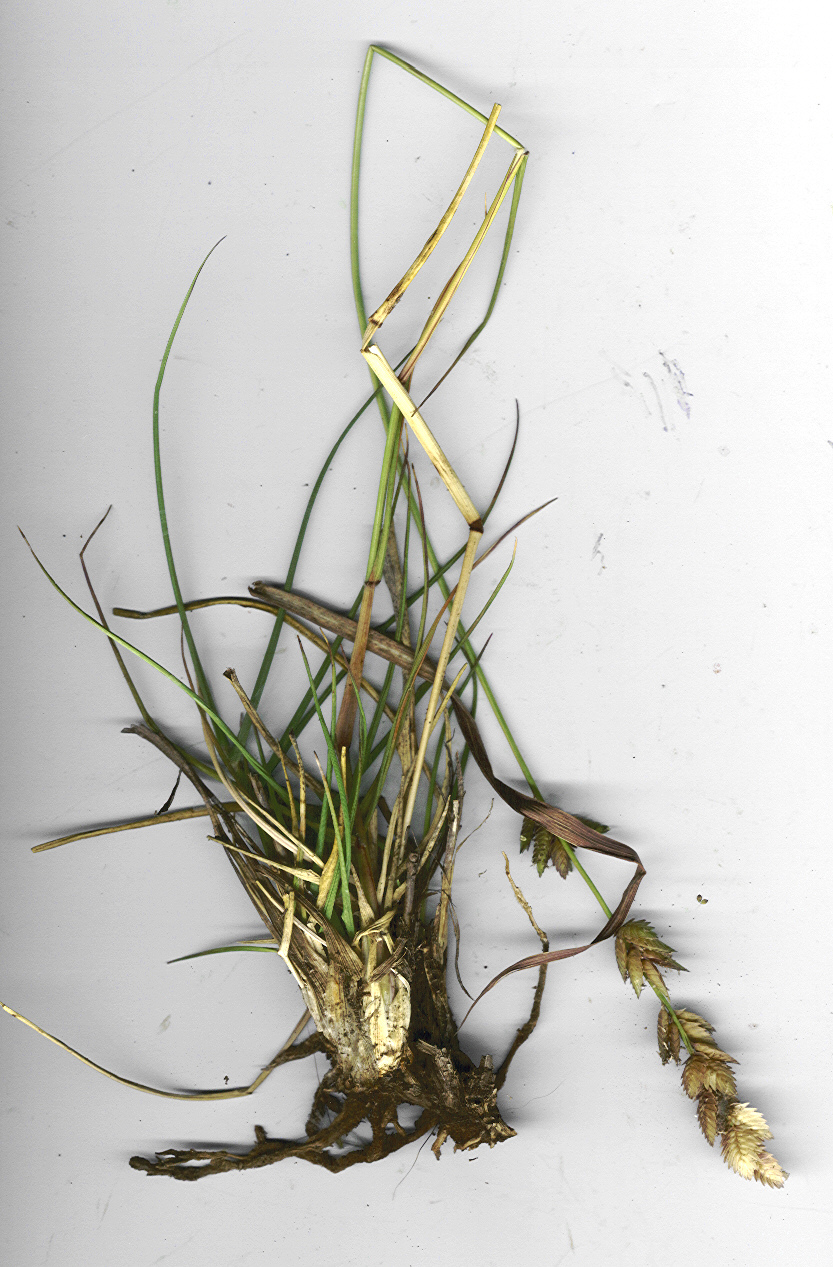